# Paul de Vos

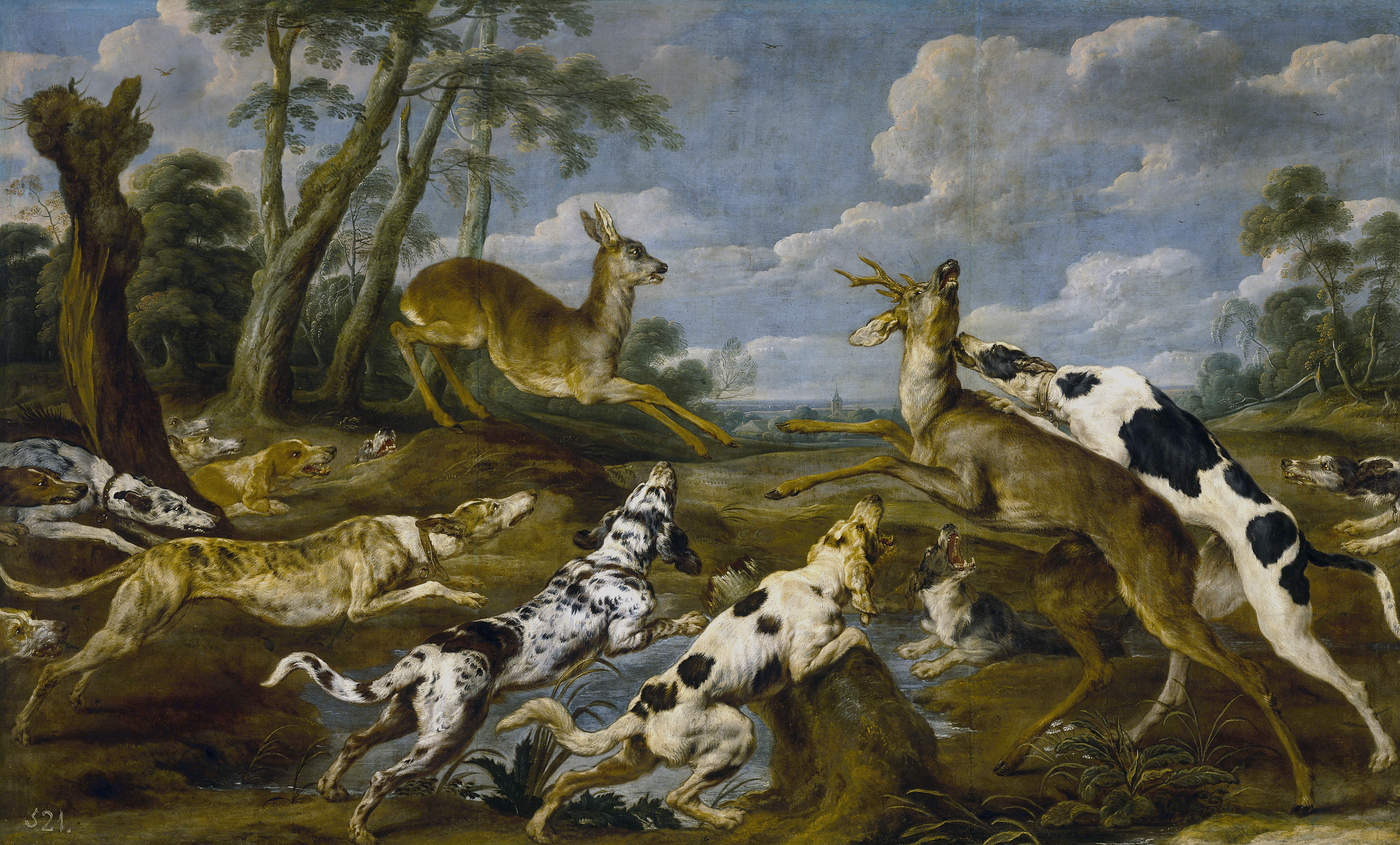
Paul de Vos, Scena di caccia, Museo del Prado, Madrid

Paul de Vos (Hulst, 1592 – Anversa, 30 giugno 1678) è stato un pittore fiammingo, appartenente al movimento barocco.

## Biografia

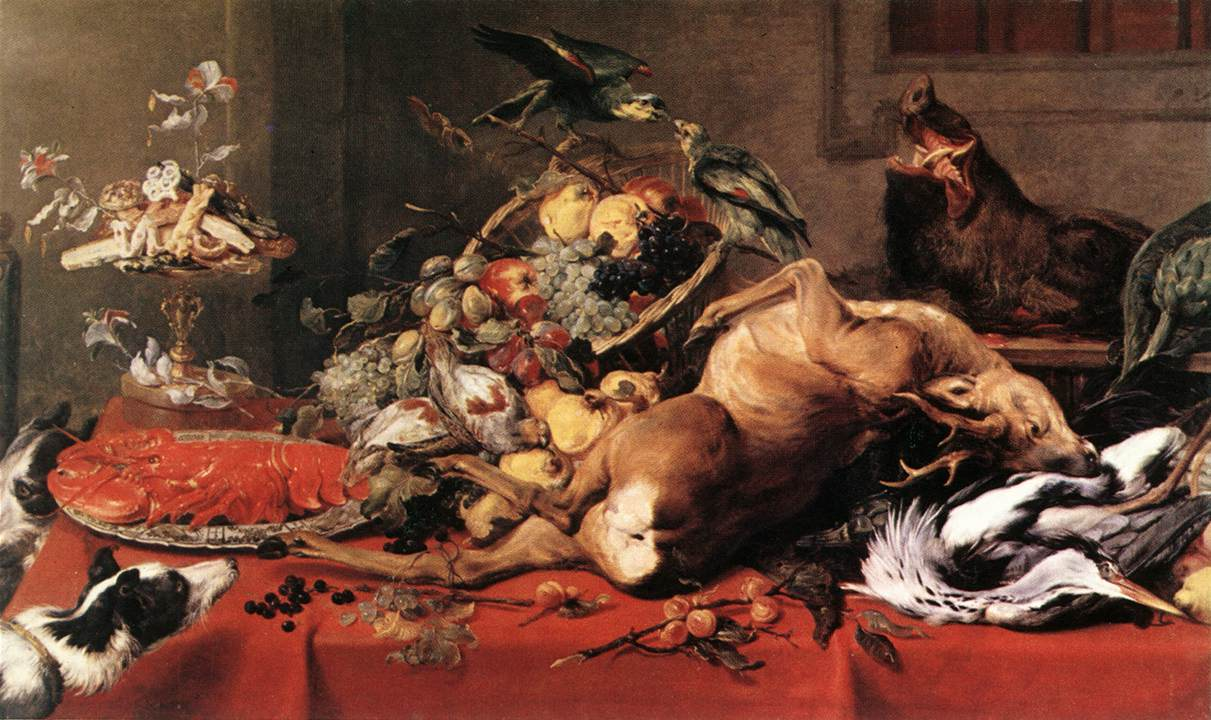
Natura morta

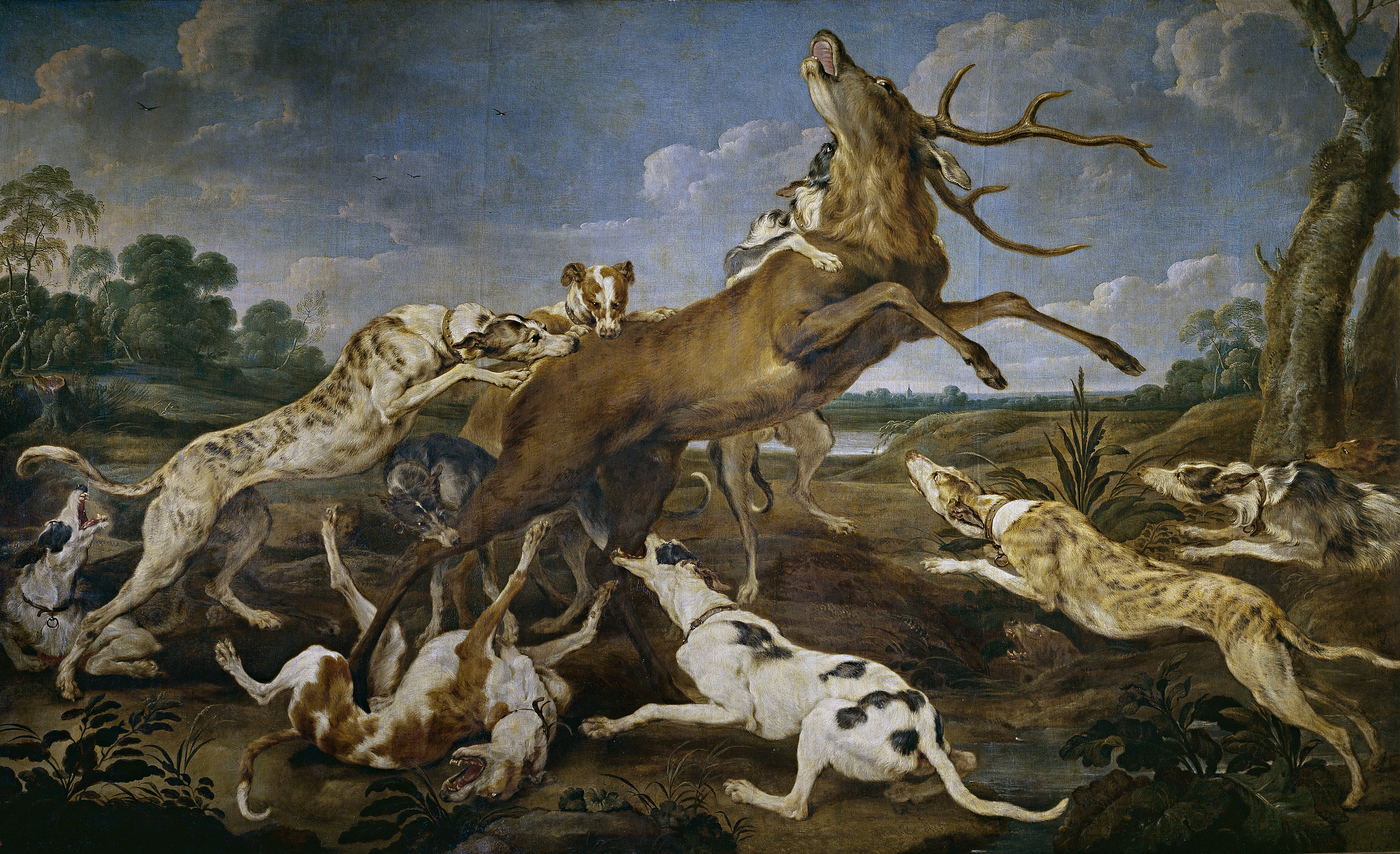
Scena di caccia

Paul de Vos si formò artisticamente sotto la guida di Denis van Hove e di David Remeeus (1559-1626).
La parentela con Frans Snyders (1579-1657), di cui divenne cognato nel 1611, influenzò il suo gusto pittorico.
Maestro d'arte ad Anversa e membro della Gilda di San Luca dal 1620, lavorò frequentemente in Spagna.
Dal 1626 ebbe l'occasione di collaborare con Peter Paul Rubens, per il quale realizzò dettagli di scene di caccia, di selvaggina, di trofei, oltre che con Erasmus Quellinus, Antoon van Dyck, e Jan Wildens.
Partecipò, assieme a Snyders e a Rubens, nel biennio 1637-1638, al celebre ciclo nel castello del Buen Retiro e nella Torre de la Parada a Madrid, in Spagna.
Tra il 1633 e il 1640 si attivò per Filippo d'Arenberg duca d'Arschot.
Le sue opere, da un lato influenzate da Snyders per quanto riguarda le tematiche di caccia e di animali, dall'altro si distinsero per una notevole libertà interpretativa, una originalità tecnica che trascurando le opulenze molto curate del suo maestro, si avvicinarono di più alla immediatezza e alla trasparenza rubensiana. Inoltre i suoi colori si evidenziarono più caldi e più chiari e le sue scene più drammatiche e più in tensione.
Paul de Vos si caratterizzò per il temperamento focoso, la sfrenata fantasia, il suo spirito barocco, le forme stilizzate,  i disegni perentori, le ombreggiature delicate, il cromatismo basso e limitato, i forti contrasti delle figure.
Tra i musei che conservano le sue opere si possono menzionare il Museo di San Pietroburgo, il Museo del Prado, il Museo del Louvre, la Galleria Belvedere di Vienna, e in Italia i musei di Roma, Bologna e Torino.
Anche suo fratello Cornelis de Vos (1585-1651) fu un pittore, attivo nella ritrattistica e per i temi religiosi e mitologici.

## Opere principali
- Diana cacciatrice, olio su tela, 184 x 199 cm, 1617 - 1620
- Un leone e tre lupi, olio su tela, 158 x 195 cm, XVII secolo
- La capra e il cucciolo di lupo, olio su tela, 214 x 212 cm, XVII secolo
- Volpe che corre, olio su tela, 84 x 81 cm, 1636 - 1638
- Lotta di gatti in una dispensa, olio su tela, 116 x 172 cm, 1630 - 1640
- Un cane, olio su tela, 116 x 82 cm, 1636 - 1638
- Il cane e il picaza, olio su tela, 115 x 83 cm, 1636 - 1638
- Caccia al cervo, olio su tela, 212 x 347 cm, 1637 - 1640
- Cervo braccato da un branco di cani, olio su tela, 212 x 347 cm, 1637 - 1640
- Un levriero in agguato, olio su tela, 116 x 84 cm, 1636 - 1638
- Bolla resa da cani, olio su tela, 157 x 200 cm, 1636 - 1638
- Favola del cane e della preda, olio su tela, 207 x 209 cm, 1636 - 1638
- Un levriero bianco, olio su tela, 105 x 105 cm, 1636 - 1638
- Dispensa, olio su tela, 117 x 191 cm, XVII secolo
- Il paradiso terrestre, olio su tela, 150 x 196 cm (nel palazzo di Pedralbes, Barcellona)
- Lotta di cani e gatti, olio su tela, 167 x 252 cm
- Copia.Taglio di cervo, olio su tela, 167 x 252 cm
- Testa di cervo, attribuito, olio su tela, 234 x 332 cm (in dep. Presso il Ministero della Cultura, Madrid)
- Animali e uccelli, attribuito, olio su tela, 252 x 436 cm
- Caccia al cinghiale, olio su tela, 231 x 332 cm (in dep. Al Museo di Belle Arti di Álava, Vitoria)